# Камі Хісао
Хісао Камі (яп. 上 久雄, нар. 28 червня 1941, Хіросіма) — японський футболіст, що грав на позиції захисника. По завершенні ігрової кар'єри — футбольний тренер.
Виступав протягом усієї кар'єри за клуб «Явата Стіл»/«Ніппон Стіл», а також національну збірну Японії.

## Клубна кар'єра
У дорослому футболі дебютував 1960 року виступами за команду «Явата Стіл», яка з 1970 року стала називатись «Ніппон Стіл», кольори якої і захищав протягом усієї своєї кар'єри гравця, що тривала тринадцять років. У 1966 та 1967 роках був включений до символічної збірної чемпіонату Японії.

## Виступи за збірну
1964 року дебютував в офіційних матчах у складі національної збірної Японії. Протягом кар'єри у національній команді, яка тривала 5 років, провів у формі головної команди країни 15 матчів. Також брав участь у Олімпійських іграх 1964 року.

## Кар'єра тренера
По завершенні ігрової кар'яри двічі очолював рідну команду «Ніппон Стіл» у 1980—1983 та 1987—1989 роках.

## Статистика виступів

### Статистика клубних виступів
| Сезон | Команда       | Чемпіонат | Чемпіонат | Чемпіонат |
| Сезон | Команда       | Ліга      | Ігор      | Голів     |
| ----- | ------------- | --------- | --------- | --------- |
| 1965  | «Явата Стіл»  | ЯФЛ       | ?         | ?         |
| 1966  | «Явата Стіл»  | ЯФЛ       | ?         | ?         |
| 1967  | «Явата Стіл»  | ЯФЛ       | ?         | ?         |
| 1968  | «Явата Стіл»  | ЯФЛ       | ?         | ?         |
| 1969  | «Явата Стіл»  | ЯФЛ       | ?         | ?         |
| 1970  | «Ніппон Стіл» | ЯФЛ       | ?         | ?         |
| 1971  | «Ніппон Стіл» | ЯФЛ       | ?         | ?         |
| 1972  | «Ніппон Стіл» | ЯФЛ1      | ?         | ?         |
|       | Усього        |           | 85        | 5         |

### Статистика виступів у національній збірній[1]
| Збірна Японії | Збірна Японії | Збірна Японії |
| Роки          | Ігри          | голи          |
| ------------- | ------------- | ------------- |
| 1964          | 1             | 0             |
| 1965          | 3             | 0             |
| 1966          | 5             | 0             |
| 1967          | 4             | 0             |
| 1968          | 2             | 0             |
| Усього        | 15            | 0             |

## Титули і досягнення
- Бронзовий призер Азійських ігор: 1966